# Kikusui
Kikusui (菊水町, Kikusui-machi) est un bourg situé dans la district Tamana de la préfecture de Kumamoto au Japon.
En 2005, la population estimée de la ville est de 6 523 habitants pour une densité de 170 personnes par km². La superficie totale est de 38,27 km2.
Le 1er mars 2006, Kikusui fusionne avec la ville de Mikawa (également dans le district de Tamana), pour créer la ville de Nagomi et n'existe plus en tant que municipalité indépendante.

## Source de la traduction
- (en) Cet article est partiellement ou en totalité issu de l’article de Wikipédia en anglais intitulé « Kikusui, Kumamoto » (voir la liste des auteurs).